# Gregs Tagebuch 2 – Gibt’s Probleme?
Gregs Tagebuch 2 – Gibt’s Probleme? (Originaltitel: Diary of a Wimpy Kid: Rodrick Rules) ist eine US-amerikanische Literaturverfilmung des Regisseurs David Bowers aus dem Jahr 2011. Der Film basiert auf dem zweiten Teil der Buchreihe Gregs Tagebuch von Jeff Kinney.

## Handlung
Greg Heffley ist ein Jahr älter und kommt in die siebte Klasse. Doch sonst bleibt alles beim Alten. Wie im vorherigen Jahr ist er das Ziel der Schulhofrüpel und seines Bruders Rodrick. Da hilft es wenig, dass seine Mutter eine Belohnung dafür aussetzt, wenn er und Rodrick gut miteinander klarkommen. Dann ist da auch noch die neue Schülerin Holly Hills. Greg hat sich in sie verliebt, doch sie würdigt ihn keines Blickes. Als Rodrick sich in eine Rollschuh-Party einmischt und Greg demütigt, greift dieser Rodrick an, landet jedoch in Taylor Pringles Geburtstagstorte und wird daraufhin von ihr und ihren Freunden verhauen.
Am nächsten Tag findet eine Talentshow im Fernsehen statt. Rodrick sieht das als Möglichkeit für den Durchbruch seiner Band und gibt deswegen Greg und Rupert gegen ihren Willen Schlagzeugunterricht. Am Sonntag werden Greg und Rodrick während eines Besuches in der Kirche in eine Rauferei verwickelt und müssen daraufhin auf Beschluss ihrer Eltern zu Hause bleiben. Entgegen der Regel, dass keine Partys am Wochenende veranstaltet werden dürfen, lädt Rodrick seine Freunde zu seiner Party ein und sperrt Greg im Keller ein, damit dieser die Party nicht stört. Als dann jedoch Gregs und Rodricks Mutter Susan anruft, muss Rodrick Greg wieder rauslassen und feiert mit ihm und Rupert die Party.
Als am nächsten Morgen die Familie Heffley ihre Rückkehr ankündigen, ergreifen Rodrick und Greg die Gelegenheit und räumen alles auf, was von der Party übrig geblieben ist. Als sie jedoch die Aufschrift „Rodrick Rules“ an der Badezimmertür finden, ersetzen sie diese durch eine Tür aus dem Keller, die allerdings kein Schloss hat. Greg hat von Rodrick die Anweisung erhalten, zu leugnen. Susan bemerkt jedoch, dass das Schloss fehlt, und konfrontiert Greg damit. Dieser sagt zunächst die Wahrheit, lügt dann aber, indem er behauptet, es sei nur eine Probe für die Talentshow gewesen, und bittet seine Mutter, Rodrick nicht zu bestrafen, da die beiden Brüder sonst nie Freunde werden können. Daraufhin beginnen Greg und Rodrick, mehr Zeit miteinander zu verbringen. Am nächsten Tag gibt Greg Rodricks Aufsatz „vor 100 Jahren“ ab und wird dafür mit einer „F“ benotet. Später rächt sich Chirag an Greg wegen eines Streiches von vorher, indem er sich als Holly Hills ausgibt.
Am Abend gehen Rodrick und Greg zu einer Tankstelle, wo sie Hot Dogs, Slushies und Chips probieren und zusätzlich noch Leute mit falschem Erbrochenen erschrecken. Als Gregs Schultrainer, Coach Malone, die beiden entdeckt, müssen sie vor ihm fliehen. Zu Hause angekommen fliegen die beiden jedoch auf, als ihr Vater Frank Bilder von Rodricks Party entdeckt. Daraufhin kommt es zu einer Diskussion zwischen Susan und Frank und zwischen Greg und Rodrick. Dabei findet Rodrick heraus, dass Greg seiner Mutter die Wahrheit gestanden hat. Am Ende wird Greg unter zwei Wochen Hausarrest mit Videospielverbot und Rodrick unter einem Monat Hausarrest gestellt. Auch darf Rodrick das Haus nur wegen eines Schulbesuches verlassen und hat außerdem das Verbot, an der Talentshow teilzunehmen. Des Weiteren müssen die beiden zur Strafe das folgende Wochenende im Altersheim verbringen, wo ihr Großvater lebt und Holly ihre Großmutter besucht.
Am nächsten Tag stiehlt Rodrick Gregs Tagebuch, in dem sein Bruder über seine Verliebtheit in Holly schreibt, und droht, ihr dies zu geben. In seiner Unterwäsche jagt Greg Rodrick nach und schafft es auch, sein Tagebuch wiederzuerlangen, schließt sich dabei jedoch in der Damentoilette ein. Rodrick nimmt das Ganze mit einer Überwachungskamera auf.
In der darauffolgenden Woche findet die Talentshow statt. Da Ruperts Assistent aufgrund Lampenfieber nicht an der Zaubershow teilnehmen kann, muss Greg für ihn einspringen. Das Publikum lobt Ruperts Zaubertricks, ist aber von der Vorführung von Rodricks Band zunächst nicht begeistert, bis Susan anfängt, zu tanzen. Die Menschenmenge ist begeistert davon. Dann gibt Rodrick Greg die Aufnahme aus dem Altersheim und versöhnt sich wieder mit ihm.
In einer Szene aus den Credits stellen Greg und Rupert das Video von der Talentshow mit dem Titel „Tanzende Mama“ ins Internet und es erhält innerhalb kürzester Zeit sehr viele Likes. Als Rodrick davon erfährt, ruft er laut: „Greg, du bist sowas von tot!“

## Unterschiede zum Buch
- Im Buch hat sich Rupert durch Greg verletzt und somit muss Greg zusammen mit Scotty Douglas auf der Bühne als Zauberer auftreten. Im Film bekommt Rupert die Idee, mit Greg als Zauberer aufzutreten.
- Holly Hills hat im Buch nur eine Nebenrolle im Sketch, den Greg geschrieben hat. Im Film ist ihre Rolle durchaus wichtiger.
- Im Buch wird eine Aufzeichnung der Talentshow von einer nicht näher genannten Person ins Internet gestellt. Im Film ist Greg jedoch derjenige, der die Aufzeichnung ins Internet stellt.
- Im Buch wartet Frank bei den Mülltonnen, bis Rodricks Auftritt vorüber ist, im Film wird die „Tanzende Mami“ (Susan) jedoch von ihm gefilmt.
- Während Rodricks Party wurde Greg im Buch von Rodrick die ganze Nacht über in den Keller gesperrt, im Film gelingt es Greg jedoch mit einer List, doch noch bei der Party dabei zu sein.
- Im Buch haben Rodrick und Greg mehr Streit, im Film sind sie jedoch Freunde.
- Im Film wird nicht bekannt gegeben, wer gewonnen hat, im Buch jedoch schon.
- Im Buch darf Rodrick am Talentwettbewerb teilnehmen, im Film darf er fast nicht teilnehmen.

## Produktion
Die Dreharbeiten begannen am 23. August 2010 in Vancouver und New Westminster und dauerten bis zum 27. Oktober 2010.
Am 17. März 2011 fand in Singapur die Uraufführung des Films statt. Der offizielle Kinostart in den Vereinigten Staaten war am 25. März 2011. In Deutschland kam der Film am 2. Juni 2011 in die Kinos. Seit dem 30. September 2011 ist der Film im deutschsprachigen Raum auf Blu-ray und DVD erhältlich.

## Synchronisation
Die deutschsprachige Synchronfassung entstand unter der Leitung von Marius Clarén beim Unternehmen Berliner Synchron AG Wenzel Lüdecke.
| Rolle             | Schauspieler             | Deutscher Synchronsprecher |
| ----------------- | ------------------------ | -------------------------- |
| Greg Heffley      | Zachary Gordon           | Nick Romeo Reimann         |
| Rodrick Heffley   | Devon Bostick            | Ricardo Richter            |
| Frank Heffley     | Steve Zahn               | Gerrit Schmidt-Foß         |
| Susan Heffley     | Rachael Harris           | Peggy Sander               |
| Manny Heffley     | Connor und Owen Fielding | Vicco Clarén               |
| Rupert Jefferson  | Robert Capron            | Henning Katz               |
| Holly Hills       | Peyton List              | Mathilda von Benda         |
| Patty Farrell     | Laine MacNeil            | Soraya Richter             |
| Fregley           | Grayson Russell          | Amadeus Siegel             |
| Chirag Gupta      | Karan Brar               | Minh Tan Phan              |
| Ben Segal         | Bryce Hodgson            | Raúl Richter               |
| Bill Walter       | Fran Kranz               | Julien Haggège             |
| Coach Malone      | Andrew McNee             | Michael Iwannek            |
| Großvater Heffley | Terence Kelly            | Peter Groeger              |
| Mr. Draybick      | John Shaw                | Kai Taschner               |
| Mr. Salz          | Serge Houde              | Frank-Otto Schenk          |
| Mrs. Bingham      | Sheila Paterson          | Sonja Deutsch              |
| Mrs. Kohan        | Teryl Rothery            | Marina Krogull             |
| Mrs. Norton       | Belita Moreno            | Martina Treger             |
| Pfarrer           | Alec Willows             | Reinhard Scheunemann       |

## Rezeption

### Kritik
Der Film erhielt gemischte Kritiken. Bei Rotten Tomatoes kommt der Film auf eine Wertung von 47 Prozent.
Michael O’Sullivan von der Washington Post bemängelte in erster Linie das Drehbuch: „Das Problem liegt nicht wirklich an den Schauspielfähigkeiten der Darsteller, sondern viel mehr am Drehbuch. Es wurde zu viel Zeit dazu verschwendet, die Charaktere süß und niedlich anstatt plausibel darzustellen.“ (englisch „The problem doesn’t really lie in the acting but in the writing. There’s too much effort expended on making the kids cute and cuddly, instead of plausible.“) Mary Pols vom Time Magazine sagte: „Gregs Tagebuch 2 – Gibt’s Probleme? ist voller Slapstick.“ (englisch „Diary of a Wimpy Kid: Rodrick Rules is full of lively slapstick.“)
Bei dem Online-Portal Filmstarts wurde der Film mit zwei von fünf Sternen bewertet:

„Was sich lediglich wie eine Prämisse liest, ist tatsächlich die Story des Greg-Sequels, das sich von einem Subplot zum nächsten hangelt, ohne jemals ein großes Ganzes ins Visier zu nehmen. Das episodisch zu nennen, wäre ein Euphemismus. Zwar deutet vieles darauf hin, dass Gregs kindlich-unbeholfenes Buhlen um die Gunst der Klassenschönheit Holly den roten Faden bildet, doch letztlich bleibt ihr Erscheinen zu sporadisch, um jemals Anteil an der Figur zu nehmen. Wenn Gregs zweiter Leinwandauftritt nach 99 Minuten sein glückliches Ende findet, werden er und Rodrick ein paar recht platte Erkenntnisse im Bereich des brüderlichen Zusammenhalts und der innerfamiliären Loyalität gelernt haben, Holly wird endlich seinen Namen kennen und das junge Publikum ein paar mal herzhaft gelacht haben. Die elterliche Begleitung immerhin wird den Besuch von Gregs Tagebuch 2 als netten Nachmittag im Kino abtun und schon auf dem Weg nach Hause vergessen haben. Es mag kein Gewinn gewesen sein, doch auch kein schmerzlicher Verlust.“

Die Deutsche Film- und Medienbewertung FBW in Wiesbaden verlieh dem Film das Prädikat besonders wertvoll.

### Auszeichnungen und Nominierungen
| Tabellarische Übersicht der Auszeichnungen und Nominierungen | Tabellarische Übersicht der Auszeichnungen und Nominierungen | Tabellarische Übersicht der Auszeichnungen und Nominierungen | Tabellarische Übersicht der Auszeichnungen und Nominierungen     | Tabellarische Übersicht der Auszeichnungen und Nominierungen |
| Jahr                                                         | Auszeichnung                                                 | Für                                                          | Kategorie                                                        | Resultat                                                     |
| ------------------------------------------------------------ | ------------------------------------------------------------ | ------------------------------------------------------------ | ---------------------------------------------------------------- | ------------------------------------------------------------ |
| 2012                                                         | Young Artist Award                                           | Laine MacNeil                                                | Best Performance in a Feature Film – Supporting Young Actress    | Gewonnen                                                     |
| 2012                                                         | Young Artist Award                                           | Zachary Gordon                                               | Best Performance in a Feature Film – Leading Young Actor         | Nominiert                                                    |
| 2012                                                         | Young Artist Award                                           | Robert Capron                                                | Best Performance in a Feature Film – Supporting Young Actor      | Nominiert                                                    |
| 2012                                                         | Young Artist Award                                           | Karan Brar                                                   | Best Performance in a Feature Film – Supporting Young Actor      | Nominiert                                                    |
| 2012                                                         | Young Artist Award                                           | Connor und Owen Fielding                                     | Best Performance in a Feature Film – Young Actor Ten and Under   | Nominiert                                                    |
| 2012                                                         | Young Artist Award                                           | Dalila Bela                                                  | Best Performance in a Feature Film – Young Actress Ten and Under | Nominiert                                                    |

## Fortsetzungen und Neuverfilmung
- Am 3. August 2012 kam in den Vereinigten Staaten die Fortsetzung unter dem Namen Gregs Tagebuch 3 – Ich war’s nicht! in die Kinos.
- Gregs Tagebuch 4 – Böse Falle! aus dem Jahr 2017 weist eine völlig neue Besetzung auf.
- Am 2. Dezember 2022 kam Gregs Tagebuch 2 – Gibt’s Probleme? im Computeranimationsstil auf dem Streaming-Dienst Disney+ heraus.